# Котіс
Котіс (дав.-гр. Κότυς), також Котіто́ — фракійська богиня, споріднена з Кібелою. Святкування на її честь називали котитіями та відзначали їх вночі на пагорбах із буйними процедурами та обрядами оргії. Оргії на честь Котіс були подібні до урочистостей на честь Діоніса-Вакха.

## Історія
Батьком Котіс вважають Тімандрея. Поклоніння їй як богині публічно прийняли в Коринфі у 420-х роках до н. е. Святкування на її честь відзначали оргіями, музикою й танцями, а згодом і хрещенням у воді. Есхіл в «Едонянах» розповідав про звук тимпана, що «ричить биком» під час котитій. Котіс часто поклонялися вночі, церемонії на честь неї пов'язували з розгулом нетверезості та непристойної поведінки.
Поклоніння Котіс поширилося до Італії та Сицилії. Пізніше на скульптурах у Фракії її зображали як богиню-мисливицю, подібну до Артеміди, але в літературі її порівнювали зі східногрецькою та римською Кібелою (Великою матір'ю богів).
Тих, кто поклонявся Котіс, називали βάπται, що означає «купальники; ті, хто купаються», оскільки перед богослужінням вони проводили церемонію очищення, яка включала складний ритуал купання.